# 斷線日鱸
斷線日鱸為太陽魚科斷線日鱸屬的唯一一種，分布於北美洲美國西部的淡水流域，體長可達73公分，棲息在有植被生長的沼澤。